# 투란 포위전
투란 포위전(베트남어: Trận Đà Nẵng, Siège de Tourane, 1858년 9월 ~ 1860년 3월)은 1858년 프랑스와 스페인 동맹군에 의해 시작된 징벌적 코친차이나 원정에서 베트남이 승리한 전투이다. 샤를 리고 드 주누이 제독이 이끄는 프랑스-스페인 연합 원정대는 1858년 9월에 투란(오늘 날의 다낭)을 점령했지만, 베트남군에 의해 그 도시에서 포위를 당하고, 결국 1860년 3월에 퇴각을 하게 된다.

## 배경
1857년, 베트남에서 일부 카톨릭신자와 에스파냐과 프랑스 선교사를 처형했다. 이런 일이 처음 있는 일도 아니었다. 이전에도 프랑스 정부는 그러한 도발을 간과했다. 그러나 그해의 사건은 사덕 황제가 시기를 잘못 선택했다. 프랑스와 영국은 동남아를 정벌하기 위해 동남아 지역에 병졸들을 파견하였으며, 프랑스는 베트남에 간섭하기 위해 군대를 파견했다. 나폴레옹 3세는 베트남인들에게 오랜 묵힌 교훈을 내리기 위해 샤를 리고 드 주누이 제독에게 토벌적 제재를 선물하기 위해 선박을 파병하는 것을 승인했다. 이듬 해 9월, 프랑스와 스페인 공동 선박이 투란(오늘 날의 다낭)에 상륙했다. 투란은 안남(베트남) 노략질을 위한 좋은 기지가 될 것이었다.

## 충돌
리고 드 주누이의 기함은 스크루 동력의 50문 프리깃 네메시스(Némésis)였다. 그는 스크루 동력 12문 코르벳 프리모게(Primauguet)와 프레제통(Phlégéton), 증기 포함 알라함(Alarme), 아발란쉬(Avalanche), 드라곤(Dragonne), 퓨지(Fusée)와 미트라일(Mitraille), 그리고 증기 수송선 듀란스(Durance), 손느(Saône), 지롱드(Gironde), 도르도뉴(Dordogne)와 메르트(Meurthe)를 동행했다. 스페인 해군은 무장 디스패치 함 엘카뇨(El Caño)로 대표되었다. 프랑스는 해병 1,000명, 해군 포병과 필리핀의 요새에서 차출한 1000명(스페인 군인 550명, 필리핀 경보병 450명, 주로 타갈로그인과 비사야인)의 병력을 포함한 2 부대의 최강의 상륙 대대를 운송했다.
투란 만은 투란의 남쪽 해안에 위치해 있다. 투란의 주요 방비는 만의 동쪽에 있는 띠엔사 반도에 있었다. 베트남은 만의 서쪽 편을 따라 도시의 접근을 감시할 수 있는 5개의 중요한 방어진을 구축하고 있었다. 이 방어진들은 각각 프랑스에게는 각각 급수 요새(Fort de l' Aiguade), 관측소 요새(Fort de l'Observatoire), 북부 요새(Fort du Nord), 동부 요새(Fort de l' Est)와 서부 요새(Fort de l' Ouest)로 알려져 있었다. 이 요새 사이에 여러 해안포가 배치되어 있었다.
이것들은 잠재적으로 강력한 방위 수단이었다.

| “ | 만은 여러 요새들에 의해 방어되었다. 이들 중 일부는 피뇨 드 비엔 시대와 올리비에 드 푸이마넬(Olivier de Puymanel) 시대에서부터 나온 것이지만 모두 매우 양호한 상태였으며 매우 뛰어 났다. 제독은 방문한 후 ‘중국에서 본 것’이라고 말했다. 중대형 대포는 현대식 포가에 장착되었으며, 화약은 영국에서 공급받았다. 보병은 벨기에나 프랑스에서 제조된 훌륭한 소총으로 무장했다. 숙련된 군인들의 손에 들린 그들의 무기는 해군 전체를 격침시킬 능력이 있었으며 우리는 최소한 방어자가 그것에 대한 진중한 저항을 하지 않기를 기대하고 있었다. | ” |

투란은 관리인 레딘리의 지휘 아래 2,000명의 베트남인 수비대가 방어하고 있었었다.

## 투란 점령과 띠엔샤 반도

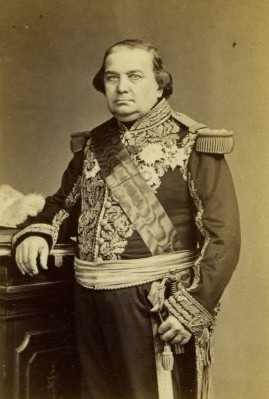
리고 드 주누이 제독(1807–73)

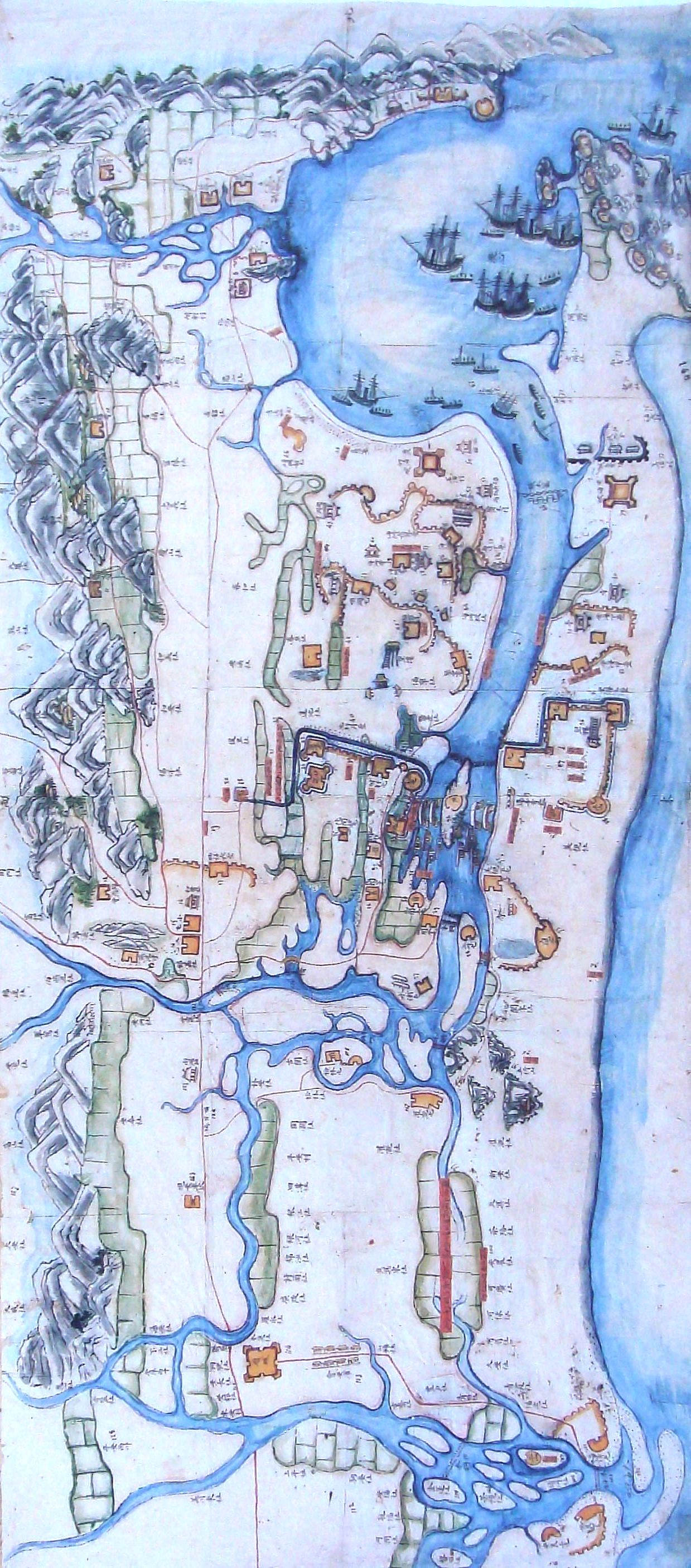
투란만 입구이 베트남 전투 지도, 프랑스 전함이 상단부에 그려져 있다

연합군 원정대는 8월 31일 황혼에 투란 만(Tourane Bay) 입구에서 도착했다. 9월 1일 새벽에 군함은 띠엔샤 반도를 마주보고 있는 다섯 개의 베트남 방어진을 점령했다.
91월 1일 아침, 리고 드 주누이 제독은 2시간 이내에 그 방어진을 인도하기 위해 베트남 관리를 소환했다. 소환은 프랑스 참모 장교에 의해 방어진 입구에 있는 해안가에서 이뤄졌다. 약정 기간 이내 어떠한 응답도 받지 못했기 때문에, 제독은 네메미스의 주 돛에 프랑스 깃발을 걸고, 뒷 돛대에는 스페인 깃발을 걸고 함대에 포격을 명령했다. 연합군 소함대의 군함은 곧 베트남 북부 요새군에서 포를 떼어냈다. 베트남인의 반응은 미약했고, 연합군 배의 피해는 전무했다. 리고 드 주누이는 레이노 함장의 지휘로 네메시스와 프리모게와 플레게튼의 중대 병력을 상륙시켰다. 수병들은 돌격해서 최초의 목표인 포드 드 리가드(Fort de l'Aiguade)를 별 어려움 없이 점령했다. 그곳에서 리고 드 주누이의 소환 문서가 탁자 위에 개봉되지 않은 채로 발견되었다.

## 참고 문헌
- Chapuis, O., The Last Emperors of Vietnam: From Tu Duc to Bao Dai (Westport, Connecticut, 2000)
- Gundry, R. S., China and Her Neighbours (London, 1893)
- Thomazi, A., La conquête de l'Indochine (Paris, 1934)
- Thomazi, A., Histoire militaire de l'Indochine française (Hanoi, 1931)

## 같이 보기
- 1847년 투란 포격